# Propappus volki
Propappus volki är en ringmaskart som beskrevs av Wilhelm Michaelsen 1916. Propappus volki ingår i släktet Propappus, och familjen svärdmaskar. Arten är reproducerande i Sverige.